# Präsidentschaftswahl in Benin 2001
Die Präsidentschaftswahl in Benin 2001 fand in zwei Wahlgängen im März 2001 statt. In der ersten Runde am 4. März erhielt Amtsinhaber Mathieu Kérékou die relative Mehrheit, weshalb am 18. März 2001 eine Stichwahl zur Wahl des Präsidenten der Republik Benin abgehalten wurde. Die zweit- und drittplatzierten Bewerber Nicéphore Soglo und Adrien Houngbédji zogen sich zurück, so dass Bruno Amoussou zur Stichwahl antrat.

## Ergebnisse
| Kandidat             | Partei                                                                 | 1. Runde  | 1. Runde    | 2. Runde  | 2. Runde    |
| Kandidat             | Partei                                                                 | Stimmen   | Anteil in % | Stimmen   | Anteil in % |
| -------------------- | ---------------------------------------------------------------------- | --------- | ----------- | --------- | ----------- |
| Mathieu Kérékou      | Front d’action pour le renouveau et le développement                   | 1.127.100 | 45,42       | 1.282.855 | 83,64       |
| Nicéphore Soglo      | Renaissance du Bénin                                                   | 672.927   | 27,12       |           |             |
| Adrien Houngbédji    | Parti du renouveau démocratique                                        | 313.186   | 12,62       |           |             |
| Bruno Amoussou       | Parti social-démocrate                                                 | 213.136   | 8,59        | 250.940   | 16,36       |
| Sacca Lafia          | Union pour la démocratie et la solidarité nationale                    | 29.656    | 1,2         |           |             |
| François-Xavier Loko | unabhängig                                                             | 16.656    | 0,67        |           |             |
| Soulé Dankoro        | Parti démocratique du Bénin                                            | 15.614    | 0,63        |           |             |
| Adébayo Abimbola     | Rassemblement national pour la démocratie                              | 15.251    | 0,61        |           |             |
| Wallis Zoumarou      | Union nationale pour la solidarité et le progrès                       | 13.576    | 0,55        |           |             |
| Rhétice Dagba        | unabhängig                                                             | 12.697    | 0,51        |           |             |
| Marie-Elise Gbèdo    | unabhängig                                                             | 8.952     | 0,36        |           |             |
| Léandre Djagoué      | Rassemblement des démocrates libéraux pour la reconstruction nationale | 8.565     | 0,35        |           |             |
| Lionel Agbo          | Congrès des démocrates africain                                        | 8.226     | 0,33        |           |             |
| Gatien Houngbédji    | Union démocratique pour le développement social et économique          | 8.092     | 0,33        |           |             |
| Olofindji Akandé     | unabhängig                                                             | 6.258     | 0,25        |           |             |
| Sadikou Alao         | Alliance national pour une alternative démocratique                    | 6.223     | 0,25        |           |             |
| François Kouyami     | unabhängig                                                             | 5.414     | 0,22        |           |             |
|                      |                                                                        |           |             |           |             |
| gültige Stimmen      | gültige Stimmen                                                        | 2.481.529 | 93,20       | 1.533.795 | 89,92       |
| ungültige Stimmen    | ungültige Stimmen                                                      | 181.066   | 6,80        | 173.809   | 10,18       |
| Total                | Total                                                                  | 2.662.595 | 100         | 1.707.604 | 100         |
| Registrierte Wähler  | Registrierte Wähler                                                    | 3.034.471 | 87,74       | 3.152.365 | 54,17       |